# Oktanitrokuban
Oktanitrokuban (ONC) (molekulska formula: C8(NO2)8) je jak eksploziv koji je, poput TNT-a, neosetljiv na udar (ne detonira se lako udarcem). Molekul oktanitrokubana ima istu hemijsku strukturu kao i kuban (C8H8) osim što je svaki od osam atoma vodonika zamenjen nitro grupom (NO2).Takođe je i organsko jedinjenje, koje ima molekulsku masu od 464,130 .
Međutim, nije tako moćan eksploziv kao što se mislilo, jer teorijska kristalna struktura visoke gustine nije postignuta. Iz tog razloga, veruje se da heptanitrokuban, malo manje nitrirani oblik, ima neznatno bolje performanse, uprkos tome što ima lošiji balans kiseonika.
Smatra se da oktanitrokuban ima 20–25% veće performanse od HMX (oktogena). Ovo povećanje snage je zbog njegovog veoma ekspanzivnog razlaganja na CO2 i N2, kao i zbog prisustva zategnutih hemijskih veza u molekulu koje su uskladištile potencijalnu energiju. Pored toga, pri sagorevanju ne proizvodi vodenu paru, što je čini manje vidljivom, a i sama hemikalija i njeni produkti raspadanja (azot i ugljen-dioksid) smatraju se netoksičnim.
Oktanitrokuban su prvi sintetizovali Filip Iton (koji je takođe bio prvi koji je sintetizovao kuban 1964. godine) i Mao-Si Zhang na Univerzitetu u Čikagu 1999. godine, a strukturu je dokazao kristalograf Ričard Gilardi iz Laboratorije za pomorska istraživanja Sjedinjenih Država. Ipak, nije dovoljno sintetizovano za testiranje performansi kao eksploziva.

## Istorija
Oktanitrokuban je prvi put sintetizovan 1999. godine na Univerzitetu u Čikagu, tim Filipa E. Itona i Mao-Ksi DŽanga u saradnji sa Ričardom Gilardijem iz Laboratorije za pomorska istraživanja u Vašingtonu. To je bio visoko efikasan eksploziv i proračuni njegovih svojstava, zbog visoke simetrije strukture, predviđali visoku gustinu (1,9 - 2,2 g/cm³) i visoku tačku topljenja, kao i značajna entalpija formiranja zbog značajnog izobličenja uglova veze sp3-hibridizovanih atoma ugljeničnog skeleta (90° umesto 109°28') i nulte ravnoteže kiseonika. Kombinacija tako velike gustine i velike energije treba da rezultira velikom zapreminskom gustinom energije i detonacionim karakteristikama, pošto je brzina detonacije proporcionalna gustini, a njen pritisak kvadratu gustine eksploziva.
U praksi se pokazalo da je gustina sintetizovanog oktanitrokubana 1,979 g/cm³, pa je zapreminska gustina energije bliska HMX i niža od heksanitroheksaazaizovurcitana (CL-20).

## Osobine
| Osobina                  | Vrednost |
| ------------------------ | -------- |
| Broj akceptora vodonika  | 16       |
| Broj donora vodonika     | 0        |
| Broj rotacionih veza     | 8        |
| Particioni koeficijent ( | -0,8     |
| Rastvorljivost (logS, log(mol/L))       | -13,8    |
| Polarna površina (PSA, Å2)  | 366,6    |

## Svojstva
Molekul ima skelet od osam atoma ugljenika koji formiraju kocku. Svaki atom ugljenika je vezan za tri druga atoma ugljenika i za nitro grupu. To je derivat kubanskog ugljovodonika, gde su svi atomi vodonika, osam, zamenjeni nitro grupom; ovo ga čini jednim od retkih jedinjenja u organskoj hemiji koje ne sadrži vodonik.
Karakteriše ga visoko energično jedinjenje; njegova brzina detonacije je 9,90 km·s-1 dok je reakcija raspadanja veoma egzotermna, s obzirom na formiranje dvanaest gasovitih molova: (videti Kamlet-Jacobsove jednačine).
C8(NO2)8 = 8 CO2 + 4 N2; ΔHrxn = – 3475 kJ/mol
Detonacioni pritisak je 489 kbara ili 482,60 atm, što je 24 i 40 procenata više od HMX i RDX-a. Temperatura eksplozije je 5.000 °C (9.030 °F), a zapremina gasa je 611 dm³/kg ili 283,5 dm³/mol. 
Izračunata gustina oscilira između 2,135 i 2,137 g/cm³, dok su eksperimentalni podaci rendgenskom difrakcijom 1,979 g/cm³. Ova velika razlika se može objasniti postojanjem polimorfizama u kristalnoj rešetki, budući da je analizirano jedinjenje manje pakovanje.
Neki strukturni parametri izračunati eksperimentalno (rendgenski zraci) i kroz molekularne modele (RHF i B3LIP).
|       | X-zraci | RHF   | B3LYP |
| ----- | ------- | ----- | ----- |
| C – C | 1,561   | 1,551 | 1,564 |
| C – N | 1,478   | 1,461 | 1,482 |
| N – O | 1,204   | 1,183 | 1,220 |

|           | X-zraci | RHF   | B3LYP |
| --------- | ------- | ----- | ----- |
| O – N – O | 128,0   | 129,1 | 128,9 |
| N – C – C | 136,2   | 137,8 | 137,4 |

Neka elektromagnetna svojstva:
- Elektronski afinitet = 3,43 eV.
- Energija jonizacije = 10,54 eV.
- LUMO orbitalna energija = – 5,35 eV.
- HOMO orbitalna energija = – 8,60 eV.

Faktori kao što su visoka entalpija razlaganja i visoka Desam stabilnost i gustina predviđaju, na osnovu Kamlet-Jacobsovih jednačina, da je ovo jedinjenje veoma moćan eksploziv. Međutim, različiti putevi sinteze su složeni i daleko od toga da budu primenljivi za proizvodnju velikih razmera.

## Eksplozivne karakteristike Oktanitrokubana
Izračunate su sve eksplozivne karakteristike oktanitrokubana. Praktična merenja eksplozivnih svojstava nisu nigde opisana i očigledno nisu sprovedena zbog male dostupnosti supstance.
- Teorijska brzina detonacije: 10600 m/s (za poređenje: CL-20  - 9450 m/s )
- Praktična brzina detonacije: ne više od 10100 m/s
- Detonacioni pritisak: 489 k bara (za poređenje: CL-20 = 482,3 k bara, RDX = 349 k bara , HMX = 395 k bara )
- Temperatura eksplozije: 5.800 °C (10.470 °F)

## Sinteza
Iako se predviđa da je oktanitrokuban jedan od najefikasnijih eksploziva, teškoća njegove sinteze sprečava praktičnu upotrebu. Sinteza Filipa Itona bila je teška i duga i zahtevala je kubane (retko za početak) kao početnu tačku. Kao rezultat toga, oktanitrokuban je vredniji, gram za gram, od zlata .
Predloženi put ka sintezi je ciklotetramerizacija još neotkrivenog i verovatno veoma nestabilnog dinitroacetilena. 

## Napomene
1. ↑  SMILES string: [N+](=O)([O-])C#C[N+](=O)[O-]

## Literatura
- Clayden, Jonathan; Greeves, Nick; Warren, Stuart; Wothers, Peter (2001). Organic Chemistry (I изд.). Oxford University Press. ISBN 978-0-19-850346-0.
- Smith, Michael B.; March, Jerry (2007). Advanced Organic Chemistry: Reactions, Mechanisms, and Structure (6th изд.). New York: Wiley-Interscience. ISBN 0-471-72091-7.
- Katritzky A.R.; Pozharskii A.F. (2000). Handbook of Heterocyclic Chemistry (Second изд.). Academic Press. ISBN 0080429882.

## Dodatna literatura
- Horst H. Krause (2005). „New Energetic Materials”.  Ур.: Teipel, Ulrich. Energetic Materials: Particle Processing and Characterization. Wiley. ISBN 978-3-527-30240-6.

## Bibliografía
- M. Zhang, P. E. Eaton, R. Gilardi. Hepta- and Octanitrocubanes. Angew. Chem. Int. Ed. 39, 401 – 404 (2000).
- K. A. Lukin, J. Li, P.E. Eaton, N. Kanomata, J. Hain, E. Punzalan, R. Gilardi. Synthesis and chemistry of 1,3,5,7-tetranitrocubane including measurements of its acidity, formation of o-nitro anions, and the first preparations of pentanitrocubane and hexanitrocubane. J. Am. Chem. Soc. 119, 9591 – 9602 (1997).
- P. E. Eaton, Y. Xiong, R. Gilardi. Systematic substitution on the cubane nucleus. Synthesis and properties of 1,3,5-trinitrocubane and 1,3,5,7-tetranitrocubane. J. Am. Chem. Soc. 115, 10195 – 10202 (1993).
- K. A. Lukin, J. Li, P. E. Eaton. Direct metalation of 1,3,5,7-tetranitrocubane with amides of tin and lead. Preparation and chemistry of o-nitrostannanes and o-nitroplumbanes in the cubyl series. J. Org. Chem. 62, 8490 – 8496 (1997).

## Spoljašnje veze
- "American Chemical Society lauds difficult synthesis of new compound" (by Philip Eaton), March 20, 2001